# Arauco schajovskoyi
Arauco schajovskoyi là một loài bướm đêm trong họ Geometridae.